# Fox Life (France)
Fox Life (stylisée FOX life) est une chaîne de télévision française appartenant à Fox Channels France, créée le 5 octobre 2005 et disparue le 31 décembre 2009.

## Histoire
Fox Life est lancée le 5 octobre 2005 par Fox Channels France.

### Une chaîne menacée
Dès 2007, la chaîne perd des canaux de diffusion. Fox Networks Group justifie sa décision d'une manière laconique dans un communiqué de presse: « Depuis son arrêt sur Canalsat le 4 décembre 2007, Fox Life n’a pas trouvé son équilibre économique ». La maison mère, Fox Networks Group, reste néanmoins combative et affirme avoir « de larges ambitions sur la France ». Elle précise que plusieurs projets sont en cours pour 2010. Cependant, aucun projet de la Fox n'est survenu jusqu'à ce jour en France. « FOX Channels France souhaite développer sa présence sur le marché français en puisant dans le savoir-faire et l'expertise reconnue de FOX en matière de divertissement », peut-on lire.

## Programmes
- Brothers & Sisters
- Côte Ouest
- Des jours et des vies
- Fabien Cosma
- Grey's Anatomy
- Jardins secrets
- Les deux font la paire
- Les Routes du paradis
- L'Instit
- Madame est servie
- Plus belle la vie
- Police maritime
- Pour l'amour du risque
- Prison Break
- Sunset Beach
- Tramontane

## Diffusion
La chaîne est alors diffusée de 2005 à 2007 sur Canalsat, le câble et l'ADSL. 
En 2007, Canalsat a décidé de ne plus payer suffisamment pour la diffusion de la chaîne, ce qui entraîna l'arrêt définitif de diffusion de ses programmes sur la plateforme le 4 décembre 2007.
La chaîne perdura jusqu'au 31 décembre 2009 sur le câble et le satellite, mais la situation budgétaire de la chaîne depuis son arrêt sur Canalsat étant critique, la chaîne a décidé de mettre la clé sous la porte.